# Дамир Чакар
Дамир Чакар (Пљевља, 28. јун 1973) бивши је југословенски и црногорски фудбалер.

## Клупска каријера
Чакар је поникао у Рудару из Пљеваља, а 1988. године прелази у млађе категорије подгоричке Будућности. На почетку каријере је упоредо играо за омладинце подгоричког и сениоре пљеваљског тима. Са омладинцима Будућности је 1991. освојио Куп СФРЈ, након што је у финалној утакмици после извођења једанаестераца савладана Ријека. То финале је играно на Стадиону Црвене звезде у Београду, као предигра финала сениора Црвена звезда - Хајдук Сплит.
За први тим Будућности је дебитовао док се клуб такмичио у Првој лиги СФР Југославије. Касније се вратио у матични Рудар, са којим је 1993, након баража са Приштином, изборио пласман у Прву лигу СР Југославије. Ипак није заиграо за Рудар у Првој лиги, јер је лета 1993. прешао у Борац из Чачка.
Након годину и по дана у Борцу, Чакар у јануару 1995. потписује за Партизан. На 99. вечитом дербију, одиграном 18. марта 1995, Чакар је постигао гол из пенала, а утакмица је завршена нерешеним резултатом 2:2. Након тога Партизану није суђен пенал против Црвене звезде више од 22 године, све до децембра 2017, када је Сејдуба Сума постигао гол са „беле тачке” на 156. вечитом дербију. Још један гол у вечитом дербију је постигао 8. марта 1997, на 106. окршају београдских ривала, када је Партизан славио резултатом 3:0. Чакар је дрес Партизана носио две и по године, и учествовао је у освајању две шампионске титуле (1995/96, 1996/97). У те две сезоне је био и најбољи стрелац клуба, као и у врху листе стрелаца домаћег шампионата.
У лето 1997. прелази у новог француског прволигаша Шатеру. У сезони 1997/98. је постигао три гола у француској Првој лиги, али је клуб испао из елитног ранга. Чакар је провео још једну сезону у екипи Шатеруа, док се клуб такмичио у Другој лиги. Након тога се вратио у СР Југославију и потписао за Сартид из Смедерева. Ипак у Сартиду је одиграо тек неколико утакмица, након чега је доживео тешку повреду због које је отишао на вишемесечну паузу. Убрзо је раскинуо уговор са Сартидом, и након опоравка од повреде се прикључио Сутјесци из Никшића. У дресу Сутјеске је током сезоне 2000/01. забележио 19 првенствених погодака, да би се у јулу 2001. вратио у Партизан. У свом другом мандату у Партизану, Чакар је освојио још две титуле (2001/02, 2002/03).
Током свог другог боравка у Партизану је имао и неке запажене у партије у европским утакмицама. У првом колу Купа УЕФА 2002/03, ривал Партизану је био Спортинг из Лисабона, за кога су тада играли млади Кристијано Роналдо и Рикардо Кварежма. На првој утакмици у Португалији, Партизан је славио резултатом 3:1, а потом је игран реванш на Стадиону ЈНА у Београду. Спортинг је у 55. минуту повео са 2:0, да би у 60. минуту тренер Тумбаковић на терен увео Чакара. Чакар је прво у 78. минуту асистирао Андрији Делибашићу за смањење предности. Спортинг је затим у 82. минуту повео са 3:1, након чега се отишло у продужетке. У продужецима Чакар прво асистира Дејану Живковићу за 3:2, а потом и постиже гол и поставља коначних 3:3, којим се Партизан пласирао у наредну рунду такмичења.
Чакар је такође био део екипе која је изборила пласман у групну фазу Лиге шампиона у сезони 2003/04. Постигао је гол у пенал серији на Сент Џејмс парку против Њукасла, када је изборен пласман у најквалитетније европско клупско такмичење. Као резервиста је забележио три наступа у групној фази Лиге шампионе. Улазио је на терен у поразу (1:0) на гостовању мадридском Реалу, затим у поразу (2:1) гостовању Порту, и у ремију (1:1) са Марсељом у Београду.
У фебруару 2005. је прослеђен на позајмицу у матични Рудар, а лета исте године је и потписао уговор са овим клубом. Наступајући у дресу Рудара, Чакар је у премијерној сезони црногорске Прве лиге постигао 16 голова, па је тако заједно са Жарком Кораћем поделио прво место на листи стрелаца. У истој сезони је освојио и црногорски Куп са Рударом, након чега је у јулу 2007. напустио клуб. Последњи ангажман је имао у будванском Могрену (2007/08), са којим је освојио још један црногорски Куп, да би након завршетка ове сезоне објавио крај играчке каријере.

## Репрезентација
За сениорску репрезентацију СР Југославије је одиграо три меча. Дебитовао је 31. марта 1995. у победи (1:0) над Уругвајем на београдској Маракани. Чакар је на терен ушао у другом полувремену уместо Дејана Стефановића, а недуго затим је асистирао Сави Милошевићу за једини гол на утакмици. Преостала два наступа је забележио 2001. године на Кирин купу у Јапану. Играо је 28. јуна 2001. против Парагваја (0:2), да би последњи пут у дресу националне селекције наступио 4. јула 2001. против Јапана (0:1) на опроштајном мечу Драгана Стојковића.

## Трофеји
Партизан
- Првенство СР Југославије (4) : 1995/96, 1996/97, 2001/02, 2002/03.

Рудар Пљевља
- Куп Црне Горе (1) : 2006/07.

Могрен
- Куп Црне Горе (1) : 2007/08.